# Seraplana

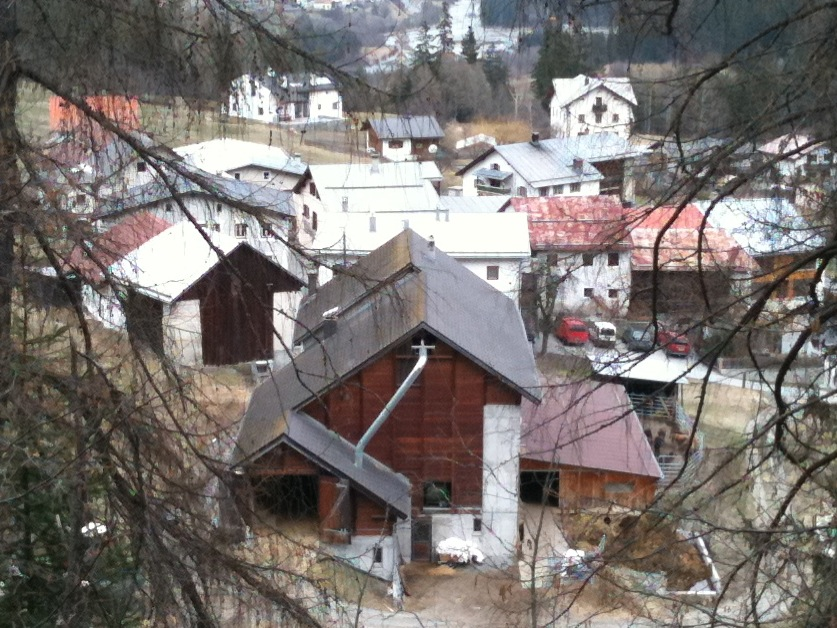
Seraplana

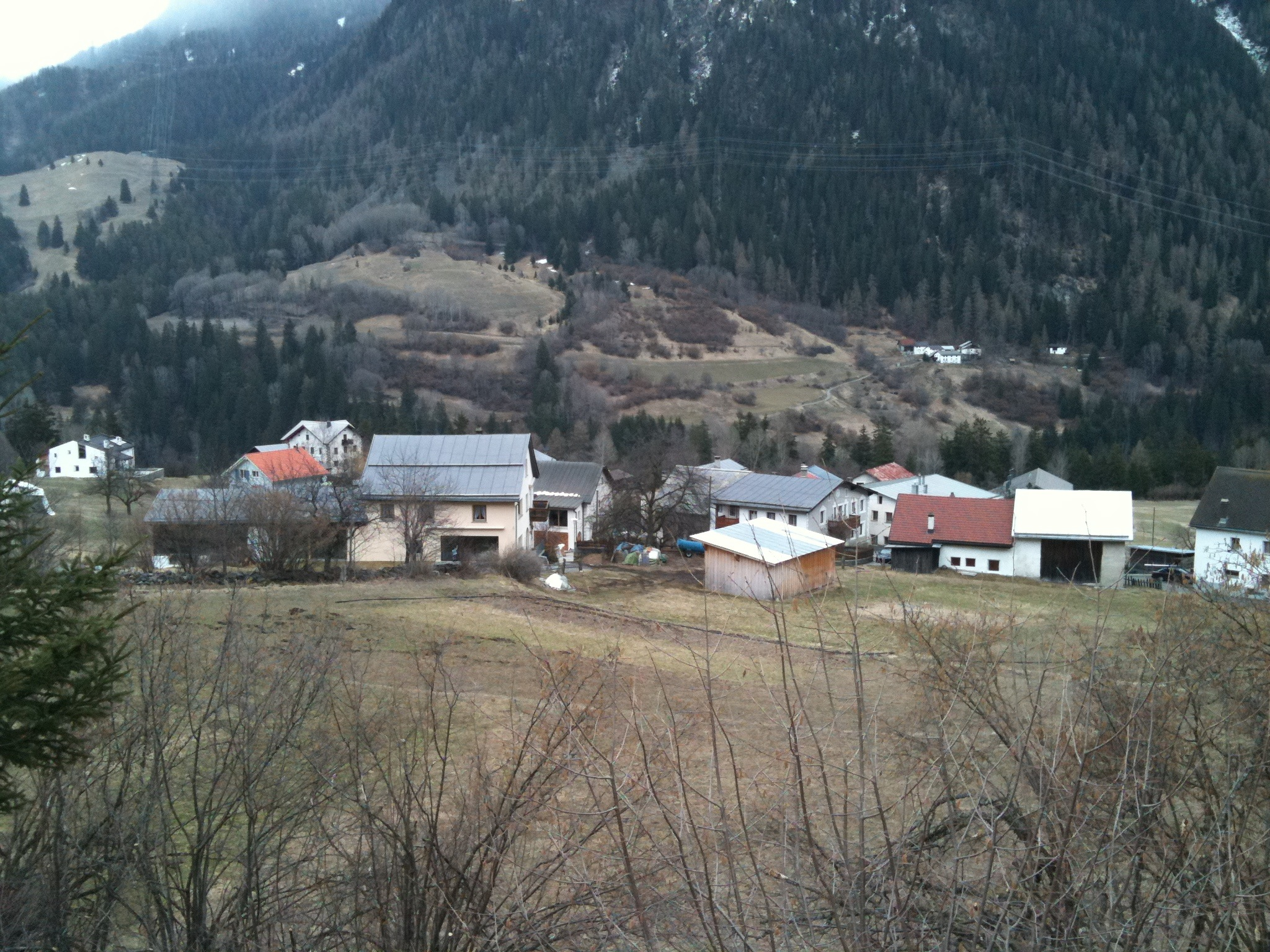
Seraplana, Ortsteil Richtung Strada

Seraplana ([ˌsɛrɐˈplanɐ]ⓘ) ist eine Fraktion der Unterengadiner Gemeinde Valsot (bis 2012 Ramosch). Vom Dorf liegt sie 3 km entfernt in einer Talmulde auf 1150 m.

## Bevölkerung
Seraplana hat etwa 50 mehrheitlich reformierte Einwohner, die fast alle rätoromanisch, hier das Idiom Vallader, sprechen. Die Bevölkerung ist in der Landwirtschaft tätig oder arbeitet im Dienstleistungsbereich im 12 km entfernten Unterengadiner Haupt- und Zentrumsort Scuol. Im Ort selbst befindet sich eine Schreinerei und eine Elektroinstallationsfirma.
Obwohl politisch, kirchlich und schulisch zu Ramosch gehörig, wird Seraplana von der Post von Strada im Engadin her versorgt.

## Verkehr
Seraplana liegt 1 km von der Engadiner Kantonsstrasse entfernt und ist angebunden an die Postauto-Linie Scuol – Martina.